# جاك ديفيس (ممثل)
جاك ديفيس (بالإنجليزية: Jack Davis)‏ مواليد 05 أبريل 1914 في لوس أنجلوس - الوفاة 03 نوفمبر 1992 في سانتا مونيكا، الولايات المتحدة، هو ممثل أمريكي بدأ مسيرته الفنية سنة 1922.

## روابط خارجية
- جاك ديفيس على موقع IMDb (الإنجليزية)
- جاك ديفيس على موقع أول موفي (الإنجليزية)
- جاك ديفيس على موقع قاعدة بيانات الفيلم (الإنجليزية)